# Битка код Фесуле
Битка код Фесуле вођена је 225. године п. н. е. између војске Римске републике са једне и келтских племена Цисалпинске Галије са друге стране. Завршена је неодлучно, уз формалну победу Рима.

## Битка
Око 225. п. н. е. галску војску окупили су Инсубри са намером да поврате територије у Централној Италији које су им вековима припадале. Унајмили су и гесатске плаћенике из Галије. Свесни опасности, Римљани су регрутовали све своје савезнике: Самните, Умбријце, Етрурце и Кампанијце. Створили су армију од 70.000 људи, углавном под командом Луција Емилија Папа. Гали су успели изманеврисати Папову војску и неометано прећи Алпе продирући у Етрурију. Тамо им се супротставила на брзину сакупљена војска. У жестокој бици Римљани су претрпели велике губитке, али су Гали одустали од даљег похода на југ и окренули се према западу ка Тоскану. Римљани им потом наносе пораз код Теламона.